# Elektro Ljubljana
Elektro Ljubljana je energetsko distribucijsko podjetje, ki se ukvarja z distribucijo električne energije v Sloveniji. Sedež podjetja je v Ljubljani. Novembra 2021 je nadzorni svet odstavil dotedanjega direktorja Andreja Ribiča.

## Zgodovina
Prva elektrarna v Ljubljani je pričela delovati leta 1898, pri čemer je bila električna energija večinoma uporabljena za javno razsvetljavo.
Leta 1998 je bilo podjetje registrirano kot delniška družba. Sprva je imela Republika Slovenija 96,5 % delež, trenutno pa ima Slovenija še 79,5% delež.